# シュティエベル・ゾルターン
シュティエベル・ゾルターン（Stieber Zoltán 、1988年10月16日 - ）は、ハンガリー・ヴァシュ県シャールバール出身のプロサッカー選手。元ハンガリー代表。ポジションは、ミッドフィールダー。

## クラブ歴
地元クラブを経て2002年にブダペストのウーイペシュトFCに入団。ここでのプレーが評価され、トライアルを経てアストン・ヴィラFCのアカデミーに入団した。2007年にアストン・ヴィラのトップチームに昇格するも、定位置を確保できず2009年に退団。
2009年1月にTuSコブレンツへ移籍後はドイツのクラブを渡り歩き、2. ブンデスリーガでは通算129試合に出場し26得点38アシストを記録し、ブンデスリーガでは通算50試合に出場し6得点6アシストを記録した。
2017年8月、アメリカ合衆国のD.C. ユナイテッドへ移籍した。

## 代表歴
U-19世代からハンガリー代表に選出されている。2011年9月のスウェーデン代表戦でA代表デビューを果たし、2015年6月のリトアニア代表戦で初ゴールを決めた。
2016年6月から7月にかけてフランスで開催されたUEFA EURO 2016の代表メンバーに選出されると、グループリーグ初戦のオーストリア代表戦ではだめ押しとなる2点目のゴールを決める活躍を見せるなど、3試合に出場した。

### ゴール
2016年6月18日現在
| No. | 開催日        | 会場                               | 対戦国       | スコア | 結果 | 大会               | Ref   |
| --- | ------------- | ---------------------------------- | ------------ | ------ | ---- | ------------------ | ----- |
| 1   | 2015年6月5日  | ナジェルデイ・シュタディオン       | リトアニア   | 1–0    | 4–0  | 親善試合           | [ 5 ] |
| 2   | 2015年6月13日 | ヘルシンキ・オリンピックスタジアム | フィンランド | 1–0    | 1–0  | UEFA EURO 2016予選 | [ 6 ] |
| 3   | 2016年6月14日 | ヌーヴォ・スタッド・ド・ボルドー   | オーストリア | 2–0    | 2–0  | UEFA EURO 2016     | [ 7 ] |